# Re-Ment
RE-MENT（株式会社リーメント）是總部位于东京千代田區的一家塑料玩具制造商。Re-Ment成立于1998年，並且销售一系列微型食品、家具和动物模型玩具以及手机吊饰、娃娃服裝和磁铁。2008年，该公司开始与迪斯尼合作开发一系列包括米老鼠、小熊维尼等在內的微型動畫角色玩具，2009 年 7 月，Re-ment与三麗鷗合作开发了一系列Hello Kitty微型模型玩具。